# The Myanmar Times

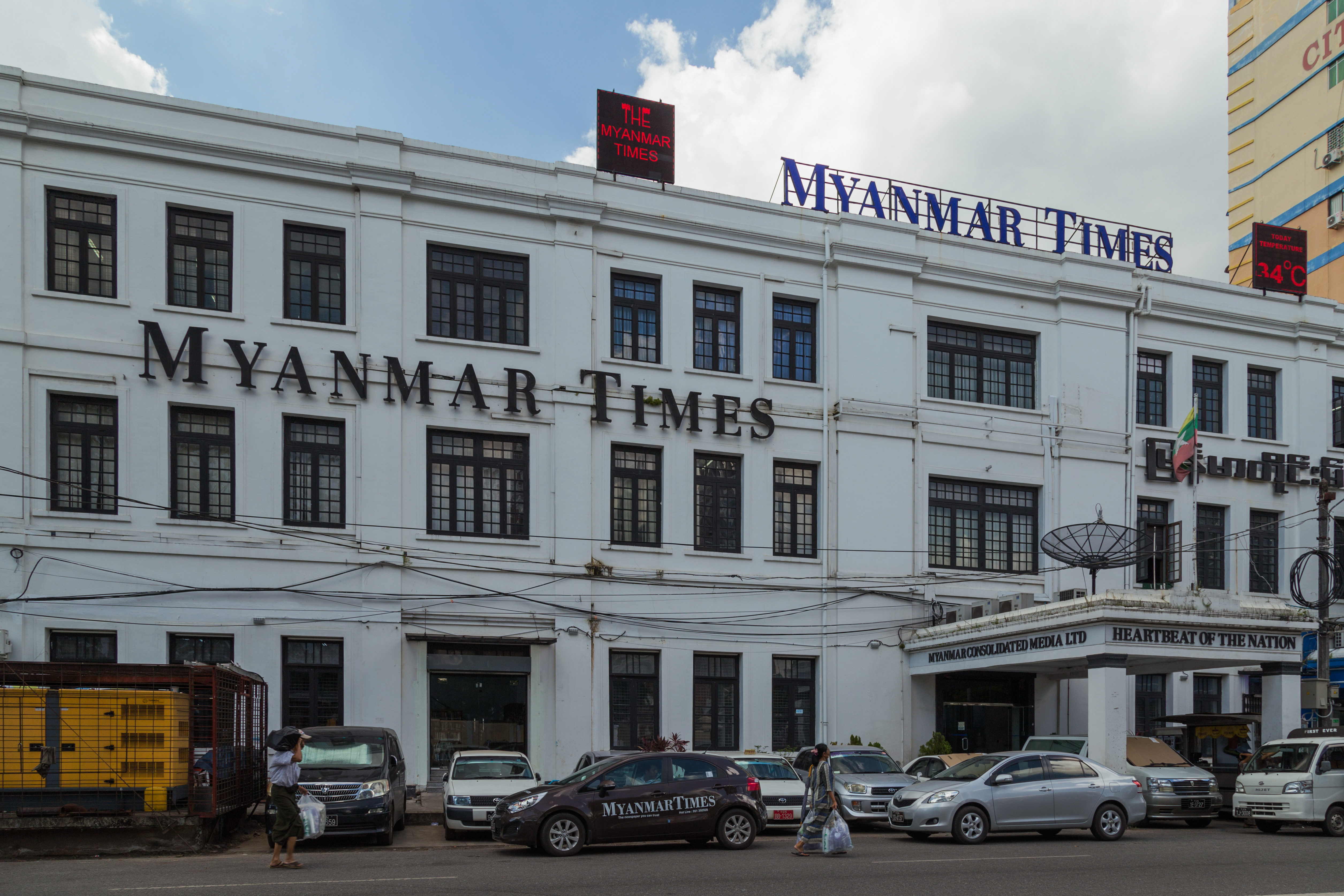
"The Myanmar Times" à Yangon

The Myanmar Times (birman မြန်မာတိုင်း) est un journal birman publié à Rangoon en anglais le lundi et en birman le mardi. 

## Histoire
Fondé en 2000, il était, comme toute la presse birmane, lourdement censuré par le gouvernement avant l'abolition de la censure en 2012 par Thein Sein. 
L'un de ses cofondateurs, Sonny Swe, fut emprisonné plus de 8 ans pour son travail au journal après l'éviction de Khin Nyunt en 2004.  Sonny Swe a ensuite fondé en 2015 le Frontier Myanmar.
Depuis le 21 février 2021, le Myanmar Times annonce sur son site la suspension de ses activités pour 3 mois.